# مرگ غم‌انگیز پسر صدفی و قصه‌های دیگر
مرگ غم‌انگیز پسر صدفی و قصه‌های دیگر (به انگلیسی: The Melancholy Death of Oyster Boy & Other Stories) عنوان کتاب شعر مصوری است که توسط تیم برتون تألیف و تصویرگری شد و در سال ۱۹۷۰ انتشار یافت. کتاب مملو از اشعاری با درون‌مایهٔ کمدی سیاه است و داستان موجودات عجیب و غریبی را بیان می‌کند.
برخی از شخصیت‌های این کتاب، بعدها در مجموعهٔ کوتاه انیمیشنی به کارگردانی تیم برتون به کار گرفته شدند.

## بازخوردها
کتاب با استقبال مناسبی از جانب منتقدان و خوانندگان مواجه و موفق به دریافت ۴/۷ از ۵ ستاره در سایت آمازون و رتبهٔ B+ در سایت EW.com شد.

## ترجمه فارسی
در ایران کتاب با عنوان «مرگ غم‌انگیز پسر صدفی» با ترجمهٔ احسان نوروزی توسط انتشارات «حرفه هنرمند» در ۱۲۷ صفحه چاپ و انتشار یافت.